# William Dozier
William Dozier, född 13 februari 1908 i Omaha, Nebraska, död 23 april 1991 i Santa Monica, Kalifornien, var en amerikansk film- och TV-producent samt skådespelare.
Dozier är mest ihågkommen som producenten bakom den populära TV-serien Läderlappen (1966-1968), där han även medverkade som berättare.